# EDTV
EDTVとはEnhanced Definition Televisionの略称で、一般的に480i（NTSC）や576i（PAL）などのインターレーススキャン（飛越走査）とは対照的にそれぞれ480p（NTSC）や576pのプログレッシブスキャン（順次走査）で表示するための機器や信号、放送方式を指す。通常EDTVはSDTVにおけるプログレッシブスキャンのものを指しHDTVとはみなされないが国によって事情が異なる場合があり、例えばオーストラリアでは576pデジタルTVがHDTVとされる。なお日本におけるEDTV放送はクリアビジョンおよびワイドクリアビジョンである。

## 接続性
EDTV信号はSDTV信号より多くの帯域幅を必要とするため、コンポジットビデオケーブルやS-ビデオケーブルではなくより高い帯域幅が保障されたケーブルを使用する必要がある。 少なくともD端子ケーブルやコンポーネントビデオケーブル、VGAコネクタ、DVIまたはHDMIコネクタを用いて、プログレッシブ出力対応DVDプレーヤーか現世代のゲーム機などの家電製品を接続する必要がある。

## 放送と表示機器
放送においてHDTVよりも使用する帯域幅が小さいため、テレビ局はすぐにでもEDTVを放映できる。EDTVはSDTVと同じように非正方画素で放送される。放送に使用されるのは4:3か16:9であり、中でも16:9についてはアナモルフィックワイドスクリーンと呼ばれる。ほとんどのEDTVを正方画素で表示するためには852×480の解像度を必要とする。しかしながらどんな放送もこの画素数を使用しないため、この解像度で表示されるのはiTunesのビデオやいくつかのゲーム機のダウンロードコンテンツに限定される。

## DVDs
DVDプレーヤーのプログレッシブ出力がEDTVの基準であるとみなせる。 たとえば秒間24コマ（24FPS）で製作された映画は24FPSプログレッシブ映像でDVDにエンコードされ、そしてほとんどのDVDプレーヤーがインターレースTVのために内部的に3:2プルダウン変換して出力する。そのため通常のTVでは本来の24コマで映画を鑑賞出来ない。そこで480p表示が可能なTVであればプログレッシブ出力することでインターレース映像に変換されることなく、DVDに収録された24FPS映像を鑑賞出来る。なおプログレッシブ出力を利用しない場合でも、近年のTV装置においては表示の高品位化のためアップコンバートなど様々な信号処理技術がインターレース映像をプログレッシブスキャンを見せかけるために使用される。ただしこの品質はアップコンバージョンの過程がどれくらい良好であるかに依存する。またBlu-ray DiscとHD DVDではEDTV形式でコンテンツをエンコード可能であるがHDTV向けがBlu-ray/HD DVDの第一のセールスポイントであるので、これまでこういったEDTVコンテンツはせいぜいボーナスコンテンツぐらいでしか使用されていない。

## ゲーム機
EDTV対応と見なせるゲーム機を下記に記す。
セガ ドリームキャスト
全てのゲームではないがVGA接続による640×480のプログレッシブ出力に対応している。
ソニー・コンピュータエンタテインメント
プレイステーション2：いくつかのゲームが480pの出力に対応している。
プレイステーション3：コンポーネント接続、およびHDMI接続を通じて480p出力に対応している。
任天堂
ニンテンドー ゲームキューブ：コンポーネント接続（D2）互換の出力に対応している（初期型のみ）。
Wii：コンポーネント接続互換の出力に対応している。
マイクロソフト
Xbox：コンポーネント接続互換の出力に対応している。
Xbox 360：コンポーネント接続、VGA接続、およびHDMI接続（新しいモデルのみ）を通じて480p出力に対応している。

## 関連記事
- 480p
- クリアビジョン
- ワイドクリアビジョン
- NTSC
- PAL
- EDBeta